# 21e Match des étoiles de la Ligue nationale de hockey
Match précédent Match suivant
Le 21e Match des étoiles de la Ligue nationale de hockey fut tenu le 16 janvier 1968 dans le domicile des Maple Leafs de Toronto, le Maple Leaf Gardens. Pour ce dernier match opposant les champions de la Coupe Stanley, les Maple Leafs de Toronto, aux étoiles de la LNH, l'ambiance des festivités fut assombri par le décès de Bill Masterton des North Stars du Minnesota à la suite d'une blessure à la tête subie deux jours plus tôt face aux Seals d'Oakland. À la suite de ce décès, Brian Conacher des Leafs devint le premier joueur de l'histoire d'un match d'étoile à porter un casque protecteur lors d'une rencontre.

## Effectif

### Maple Leafs de Toronto
- Entraîneur-chef : Punch Imlach.

Gardiens de buts
- 01 Al Smith.
- 30 Bruce Gamble.

Défenseurs :
- 02 Larry Hillman.
- 03 Marcel Pronovost.
- 04 Duane Rupp.
- 07 Tim Horton.
- 26 Allan Stanley.

Attaquants :
- 08 Ron Ellis, AD.
- 10 George Armstrong, AD.
- 11 Murray Oliver, C.
- 12 Pete Stemkowski, C.
- 14 Dave Keon, C.
- 16 Mike Walton, C.
- 18 Jim Pappin, AD.
- 20 Bob Pulford, AG.
- 22 Brian Conacher, AG.
- 25 Wayne Carleton, AG.
- 27 Frank Mahovlich, AG.

### Étoiles de la LNH
- Entraîneur-chef : Toe Blake ; Canadiens de Montréal.

Gardiens de buts :
- 01 Eddie Giacomin ; Rangers de New York.
- 24 Terry Sawchuk ; Kings de Los Angeles.
- 25 Glenn Hall ; Blues de Saint-Louis

Défenseurs :
- 02 Pierre Pilote ; Blackhawks de Chicago.
- 03 Harry Howell ; Rangers de New York.
- 05 Bobby Orr ; Bruins de Boston.
- 06 Jacques Laperrière ; Canadiens de Montréal.
- 08 Bob Baun ; Seals d'Oakland.
- 14 Jean-Claude Tremblay ; Canadiens de Montréal.

Attaquants
- 04 Jean Béliveau, C ; Canadiens de Montréal.
- 07 Norm Ullman, C ; Red Wings de Détroit.
- 09 Gordie Howe, AD ; Red Wings de Détroit.
- 10 Bobby Hull, AG ; Blackhawks de Chicago.
- 12 Johnny Bucyk, AG ; Bruins de Boston.
- 12 Ken Schinkel, AD ; Penguins de Pittsburgh.
- 15 Léon Rochefort, AD ; Flyers de Philadelphie.
- 17 Kenny Wharram, AD ; Blackhawks de Chicago.
- 18 Dave Balon, AG ; North Stars du Minnesota.
- 21 Stan Mikita, C ; Blackhawks de Chicago.
- 22 Don Marshall, AG ; Rangers de New York.

## Feuille de match
| No                                                                    | Score            | Équipe           | Buteur (Passeur(s))             | Temps            |                  |
| Première période                                                      | Première période | Première période | Première période                | Première période | Première période |
| --------------------------------------------------------------------- | ---------------- | ---------------- | ------------------------------- | ---------------- | ---------------- |
| 1                                                                     | 1-0              | Toronto          | Oliver (Mahovlich - Hillman)    | 5:56             |                  |
| 2                                                                     | 1-1              | LNH              | Mikita (Hull - Tremblay)        | 19:53 DN         |                  |
| Pénalité : Stemkowski (Tor.) retenu 14:10 ; Howell (LNH) retenu 17:54 |                  |                  |                                 |                  |                  |
| Deuxième période                                                      |                  |                  |                                 |                  |                  |
| 3                                                                     | 1-2              | LNH              | Wharram (Mikita)                | 0:35             |                  |
| 4                                                                     | 2-2              | Toronto          | Stanley (Stemkowski - Carleton) | 7:56             |                  |
| 5                                                                     | 3-2              | Toronto          | Stemkowski (Carleton - Rupp)    | 16:36            |                  |
| Pénalité : Howe (LNH) trébuché 3:53                                   |                  |                  |                                 |                  |                  |
| Troisième période                                                     |                  |                  |                                 |                  |                  |
| 6                                                                     | 4-2              | Toronto          | Ellis (Mahovlich - Hillman)     | 3:31             |                  |
| 7                                                                     | 4-3              | LNH              | Ullman (Howe - Orr)             | 8:23             |                  |
| Pénalité : Howe (LNH) rudesse 14:42 ;Walton (Tor.) rudesse 14:42      |                  |                  |                                 |                  |                  |

Gardiens :
- Toronto : Gamble (1re et 2e période), Smith (3e période).
- LNH : Giacomin (1re période), Sawchuk (2e période), Hall (3e période).

Tirs au but :
- Toronto (41) 09 - 18 - 14
- LNH (40) 19 - 11 - 10

Arbitres : Bill Friday
Juges de ligne : Brent Casselman, Pat Shetler